# 6419 Susono
6419 Susono è un asteroide della fascia principale. Scoperto nel 1993, presenta un'orbita caratterizzata da un semiasse maggiore pari a 3,1283751 UA e da un'eccentricità di 0,0870411, inclinata di 11,36657° rispetto all'eclittica.